# Famotidin
A famotidin (INN: famotidine) a H2-hisztamin-receptorokat gátló guanidiltiazol-származék, amely csökkenti a gyomorsav elválasztását, és ezt gyakran használják peptikus fekélybetegség és a gastrooesophagealis refluxbetegség (gyomorsav visszafolyás a gyomorból a nyelőcsőbe) kezelésére. Ellentétben a cimetidinnel (amely az első H2-antagonista volt), a famotidin nem befolyásolja a máj citokróm P450 enzimrendszerét, és nem lép kölcsönhatásba más gyógyszerekkel.
A VIII. Magyar Gyógyszerkönyvben Famotidinum    néven hivatalos.  

## Farmakológia
A famotidin a hisztamin H2-receptorok kompetitív inhibitora. Legjelentősebb farmakológiai hatása a gyomornedv termelésének gátlása.
Csökkenti a gyomornedv sósav- és pepszintartalmát, a gyomornedv mennyiségét, a bazális, az éjszakai, ill. a stimulált elválasztás tekintetében egyaránt.
A famotidin a sav koncentrációját, valamint a savelválasztás volumenét is csökkenti, míg a pepszinelválasztásban beállt változások arányosak a savelválasztás volumenével. 
Az ajánlott adagolás mellett a famotidin hosszú ideig hat, és relatíve alacsony vérkoncentráció mellett is kifejti hatását.
Szájon át alkalmazva hatása 1 órán belül jelentkezik, a hatás erőssége dózisfüggő.
A savelválasztás gátlásának időtartama 10–12 óra.

## Klinikai felhasználás
Famotidint adnak műtét előtt a beavatkozás utáni hányinger megelőzésére, és az aspirációs tüdőgyulladás kockázatának csökkentése érdekében.
A klinikai vizsgálatok során nem számoltak be a famotidinnek a központi idegrendszerre, a szív- és érrendszerre, a légzőrendszerre és az endokrin rendszerre gyakorolt szisztémás hatásairól. Az állatkísérletek és a humán vizsgálatok során nem figyeltek meg antiandrogén hatást. A famotidinkezelést követően nem tapasztaltak eltérést a szérum hormonszintekben, beleértve a prolaktint, kortizolt, tiroxint és tesztoszteront. A klinikai vizsgálatok eredményei alapján a famotidinkezelés ideje alatt alkoholt fogyasztó betegeknél magasabb véralkoholszint mérhető.
Egészséges önkénteseknél és fokozott savtermelésben szenvedő betegeknél a famotidin ugyanúgy csökkenti a bazális és az éjjeli savelválasztást.

## Készítmények
- APO-FAMOTIDIN
- FAMOTIDIN 1A PHARMA
- FAMOTIDIN HEXAL
- MOTIDIN
- PEPTIGAL
- Quamatel (Richter)
- Quamatel Mini (Richter)
- SERVIPEP

## Fordítás
- Ez a szócikk részben vagy egészben  a   Famotidine című angol Wikipédia-szócikk fordításán alapul.  Az eredeti cikk szerkesztőit annak laptörténete sorolja fel. Ez a jelzés csupán a megfogalmazás eredetét és a szerzői jogokat jelzi, nem szolgál a cikkben szereplő információk forrásmegjelöléseként.